# Judas Priest
Judas Priest é uma banda inglesa de heavy metal formada em Birmingham em 1969. Eles venderam mais de 50 milhões de álbuns e são frequentemente classificados como uma das maiores bandas de heavy metal de todos os tempos. Judas Priest também foi referido como um dos pioneiros da nova onda do movimento do heavy metal britânico (NWOBHM), e são citados como uma influência formativa em vários subgêneros do heavy metal, incluindo speed metal, thrash metal, e power metal, bem como a cena hard rock/glam metal da década de 1980. Apesar de um corpo de trabalho inovador e pioneiro na segunda metade da década de 1970, a banda lutou com a produção de discos mal avaliados e a falta de grande sucesso comercial até 1980, quando seu sexto álbum de estúdio British Steel trouxe-lhes notável atenção do mainstream.

## História

### Primórdios (1969-1970)
Em setembro de 1969 no povoado de West Bromwich —próximo a Birmingham— o vocalista Al Atkins formou uma nova banda com seus amigos Bruno Stapenhill no baixo, John Perry na guitarra e John Partridge na bateria. No entanto, após alguns dias  Perry faleceu em um acidente automobilístico, e então tiveram que procurar um novo guitarrista. Para isto, fizeram audições em uma pequena sala em Birmingham onde chegaram, entre outros, a K.K. Downing, mas que não fora aceito devido à pouca experiência que tinha na época. Finalmente o escolhido foi Earnest "Ernie" Chataway, que também sabia tocar gaita e teclado, e que provinha da banda Earth, o protótipo do que seria mais tarde o Black Sabbath. Por sua vez passaram a experimentar diversos nomes, até que Stapenhill propôs que se chamassem Judas Priest, nome retirado da canção "The Ballad of Frankie Lee and Judas Priest" do cantor Bob Dylan.
Iniciaram sua carreira fazendo covers das bandas Spirit e Quick Silver Messenger Service, para mais tarde e com ajuda de Alan Eade —proprietário de um pequeno estúdio de gravação— comporem suas primeiras músicas; "Good Time Woman" e "We'll Stay Together". Com elas, fizeram uma série de concertos em pequenos clubes de Inglaterra como parte da chamada  Judas Priest Tour. Em uma dessas apresentações, especificamente a realizada em 25 de novembro de 1969 no The George Hotel de Walsall, estavam na plateia alguns executivos da Harvest Records e da Immediate Records, bem como o vocalista do Led Zeppelin, Robert Plant. Graças a Plant, a banda firmou nessa mesma noite um contrato de três anos com o selo Immediate, pelo qual sairia seu disco de estreia. Todavia, em poucos meses o selo quebrou, desencadeando um desânimo nos integrantes e causando a separação do grupo.

### Reformulação: entrada de Downing e Hill (1970-1973)

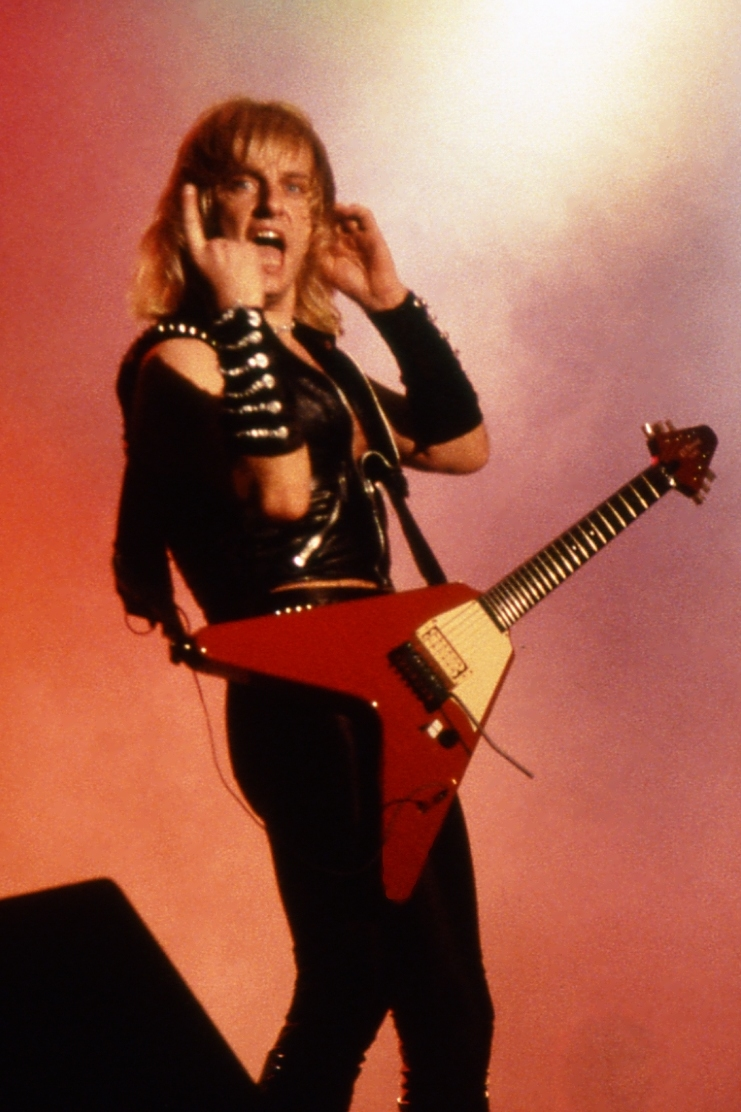
K. K. Downing, um dos fundadores da banda

Em meados de 1970 Atkins regressou a Birmingham, onde, segundo suas próprias palavras "numa noite em frente ao Holy Joe's em Wednesbury escutei uma banda que soava muito bem; seu nome era 'Freight' e era formada por K. K. Downing, Ian Hill e John Ellis." Ao notar que não tinham  vocalista, Atkins se ofereceu para integrar a banda e acabou sendo aceito. Com sua chegada, apresentou-lhes suas canções escritas com seu grupo anterior e também se propôs a utilizar o nome Judas Priest.
Esta segunda encarnação formada por Atkins na voz, Downing na guitarra, Hill no baixo e Ellis na bateria, iniciaram a composição de novas canções focadas num estilo mais blues rock e hard rock. Desta maneira, em 16 de março de 1971 deram seu primeiro concerto em Essington St. John's Hall em Staffordshire, que iniciava a turnê The Return of the Priest Tour. Esta série de concertos permitiu-os tocar em vários clubes e teatros do Reino Unido, geralmente como apoio das bandas Slade, Budgie e Warhorse, e em alguns eventos compartilharam o palco com o guitarrista Gary Moore. Em julho do mesmo ano, Atkins escreveu as canções "Holy is the Man" e "Mind Conception", que foram lançadas  numa demo de maneira independente e que, segundo o mesmo, só dez pessoas ouviram nessa época.
Durante a tour, o grupo não recebeu nenhuma proposta de gravadoras e o dinheiro que ganhavam mal dava para cobrir os gastos das viagens. Por isso, Ellis se retirou da banda em 6 de outubro de 1971, logo quando teriam que tocar como banda de apoio de Slade no recinto Yeoman em Derby, dando lugar a Alan Moore, que estreou dia 11 do mesmo mês no Slough College. Para o ano de 1972, compuseram as canções "Whiskey Woman", "Winter", "Never Satisfied" e "Caviar and Meths" e iniciaram a Whiskey Woman Tour já com o novo baterista Chris Campbell, que foi apelidado por seus companheiros como "Congo", por causa da cor de sua pele. Durante esse ano abriram shows de bandas como Status Quo, Thin Lizzy, UFO e Family, e desta vez tiveram como banda de apoio os recém-formados Magnum. Apesar de ser, até a época, sua turnê com maior quantidade de shows marcados os problemas financeiros continuaram, provocando a saída de Atkins no início de 1973 para conseguir um trabalho estável, já que havia nascido sua filha.

### A chegada de Rob Halford (1973)
Em meados de 1973, a noiva de Hill lhe apresentou seu irmão, Rob Halford, que até então trabalhava como técnico de iluminação de teatros e que em seu tempo livre era vocalista da banda local Hiroshima. Um dia na casa dos Halford, Hill escutou-o por coincidência cantar frente à rádio e ficou impressionado com os agudos que alcançava. Por consequência, Hill e Downing solicitaram-no que se juntasse a banda, oferta aceita sem hesitação. Com Halford na banda, chamaram Atkins para perguntar-lhe se incomodava-lhe continuarem a usar o nome Judas Priest e as canções que haviam escrito com ele, o qual deu a sua aprovação.
Pouco tempo depois, Campbell deixou o grupo e foi substituído por John Hinch, que era baterista e companheiro de Halford no Hiroshima. Em 1973 escreveram as músicas "Run of the Mill" e "Ladies" —protótipo de "Red Light Lady"—, que junto a "Caviar and Meths" foram lançadas como demo de maneira independente. Para promovê-las, saíram novamente como apoio da banda Budgie, cuja turné se chamou Never Turn Your Back on a Friend Tour.[carece de fontes?]

### Rocka Rolla(1974-1975)

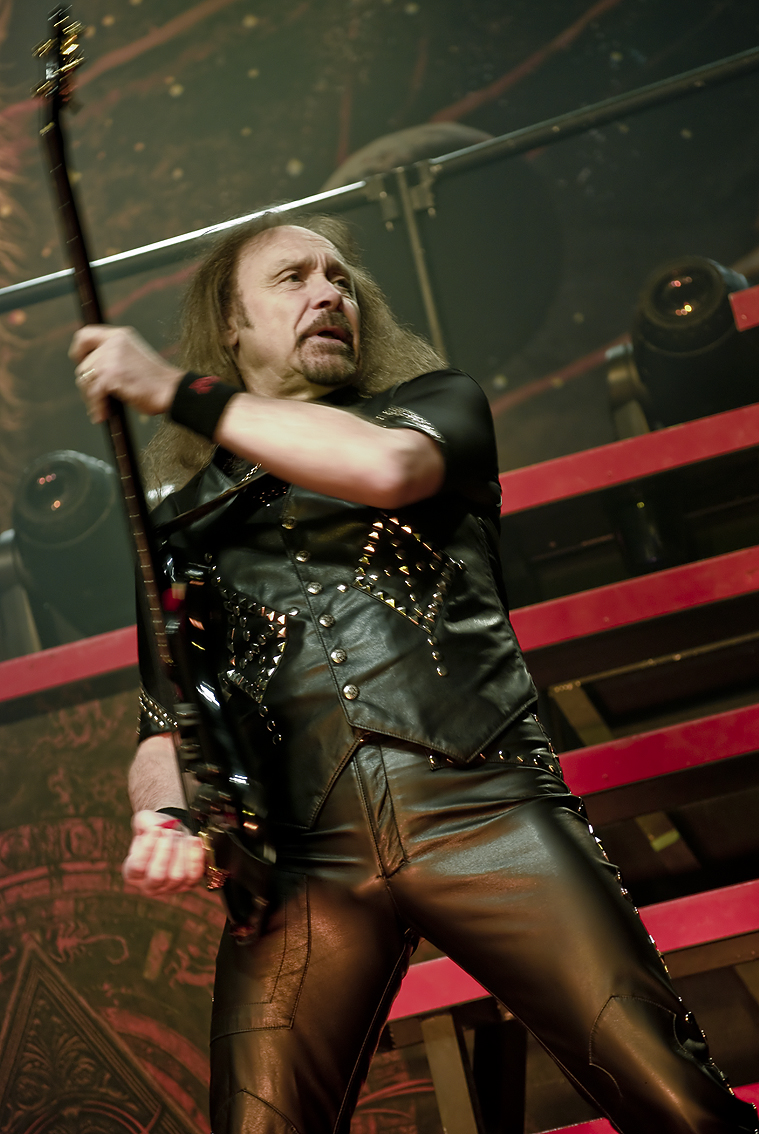
Ian Hill, baixista e co-fundador da banda

A fita demo chamou a atenção do selo independente Gull Records que, no início de 1974, ofereceu-os um contrato com a condição que incluíssem um tecladista ou um trompetista para engrossar o som. Não gostando dessa ideia, mas com o objetivo de publicar sua primeira produção, Downing sugeriu agregar outro guitarrista, o que foi aceito pela gravadora. Sendo assim escolheram Glenn Tipton, que desempenhava papel de guitarrista e vocalista do The Flying Hat Band, conhecidos naquela época por fazerem shows com o Deep Purple.
O álbum estreia da banda intitulado Rocka Rolla foi lançado em setembro de 1974,[carece de fontes?] produzido por Rodger Bain (que ficou conhecido por produzir os três primeiros álbuns do Black Sabbath). A sonoridade era mais focada no hard rock e no rock progressivo, com uma grande influência de  Led Zeppelin e Queen tanto no som quanto na vestimenta. Após o lançamento, o baterista John Hinch abandonou a banda e foi substituído por Alan Moore, que havia tocado algumas vezes com o Priest logo após a saída de Ellis. Para promover o álbum, em 10 de setembro iniciaram a  Rocka Rolla Tour,[carece de fontes?] com uma série de concertos por várias cidades da Inglaterra e que no ano seguinte possibilitou-os de tocar pela primeira vez na Suécia, Noruega, Países Baixos e Dinamarca.
O grupo aproveitou as composições de Al Atkins sendo bem cantadas por Halford, mas o álbum não teve tão boa repercussão pela crítica.

### Sad Wings of DestinyeSin After Sin(1976-1977)
Durante novembro e dezembro de 1975 em Gales, entraram em estúdio novamente para gravar seu novo álbum intitulado Sad Wings of Destiny, que contou com muito pouco dinheiro  para a sua produção.[carece de fontes?] Foi gravado com Alan Moore na bateria, já que em 1975 John Hinch deixou o grupo, despedido pelos outros integrantes.
Sad Wings of Destiny é lançado em março de 1976 e, apesar de não ter alcançado as paradas musicais, ganhou ótima repercussão pela crítica especializada. O frontman Rob Halford ganhou destaque neste disco, no qual começa a explorar os vocais mais agudos e, com sua voz marcante, seria uma das principais características do Judas Priest que contribuíram para o desenvolvimento do metal. Entre as melhores canções de Sad Wings of Destiny, pode-se citar "Tyrant", "Island of Domination", "Dreamer Deceiver", "The Ripper" e "Victim of Changes", sendo essas duas últimas as preferidas dos fãs e executadas com frequência nos shows do quinteto até os dias de hoje. Consagrado como uma das produções mais importantes do gênero, marcou uma maior aproximação do Judas ao heavy metal propriamente dito, estilo que a banda seguiu e aprimorou nos anos seguintes.

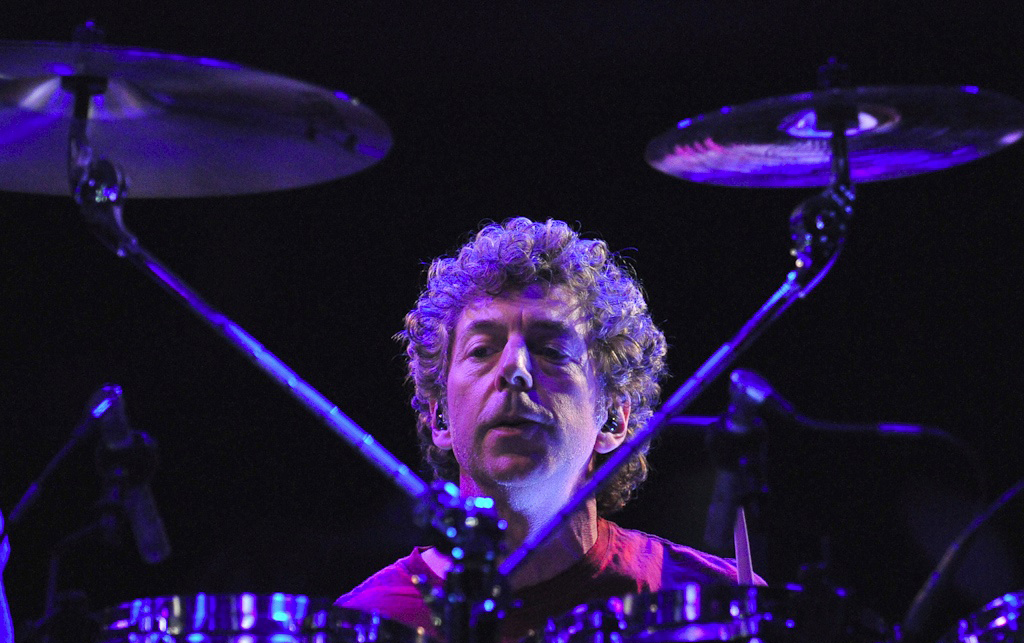
Simon Phillips, o baterista que gravou Sin After Sin

O resultado positivo do álbum chamou a atenção dos executivos da CBS Records, que ao final do mesmo ano ofereceu-os um acordo com sua gravadora. Esta oferta somada à falta de apoio por parte da Gull levou ao rompimento do contrato vigente com a mesma, o que significou a perda de todos os direitos em relação aos dois primeiros discos, bem como todas as demos até aí gravadas. No início de 1977 o gerente de artistas Paul Atkinson se interessou pelo som e conseguiu-lhes um contrato com a Columbia Records para a distribuição de seus próximos trabalhos nos Estados Unidos. Com o intento de reforçá-los, a CBS investiu 60.000 libras esterlinas para sua próxima gravação, que contou com  Roger Glover (Deep Purple) como co-produtor.[carece de fontes?] Finalmente em abril de 1977 foi lançado o LP Sin After Sin, que alcançou a posição 23 do UK Albums Chart, tornando-se o primeiro disco do grupo a entrar na
parada musical inglesa.
Sin After Sin foi o único com a presença de Simon Phillips –de apenas 19 anos– na bateria, posto que Moore deixou antes de iniciadas as gravações. No tocante ao som, o disco apresenta o inovador bumbo duplo na bateria, com ritmos rápidos em semicolcheia do baixo e da guitarra, que vieram a redefinir o gênero. Algumas das canções de destaque são "Diamonds and Rust", cover da cantora de folk Joan Baez, além de "Call for the Priest" e "Dissident Aggressor" que tem sido consideradas pela crítica como os primeiros passos do speed metal do thrash metal respectivamente. Ainda que lhe fosse oferecido um contrato como membro permanente, Phillips não pode participar da Sin After Sin Tour, já que segundo ele teria compromissos prévios com a Jack Bruce Band. Há alguns dias de iniciarem a turnê, Glover sugeriu o baterista Les Binks para substituí-lo, um jovem inglês que havia participado do disco The Butterfly Ball and the Grasshopper's Feast do baixista de Deep Purple.[carece de fontes?]
A respectiva turnê os possibilitou de tocar pela primeira vez na Finlândia e na Suíça, e da mesma maneira em junho do mesmo ano iniciaram sua primeira digressão  pelos Estados Unidos como suporte, em algumas ocasiões, do REO Speedwagon.[carece de fontes?] Sua última performance no país norte-americano foi no festival "Day on the Green" como banda de apoio do Led Zeppelin, ante mais de 55.000 pessoas.

### Stained ClasseKilling Machine(1978-1979)
Entre outubro e novembro de 1977, começaram a trabalhar em sua nova produção, Stained Class, gravado no Chipping Norton Studios sob o comando do produtor Dennis Mackay. Saiu ao mercado em fevereiro de 1978 e contou com a primeira aparição do característico logotipo, criado pelo artista polaco Rozslav Szyabo. Era evidente que o Judas Priest encontrava-se numa fase transitiva, de um heavy rock para o heavy metal propriamente dito, com letras variando entre o ocultismo, ficção científica, fantasia e temas futuristas.[carece de fontes?] Com canções do porte de "Exciter" e "Beyond the Realms of Death", Stained Class é uma de suas obras mais influentes para o thrash metal e speed metal, bem como para a chamada Nova onda do heavy metal britânico. Seu quarto disco de estúdio significou um grande avanço no mercado estadunidense, chegando à posição 173 da Billboard 200. A Stained Class Tour os levou pela primeira vez ao Japão, com três apresentações em Tóquio, uma em Osaka e outra em Nagoya.[carece de fontes?]

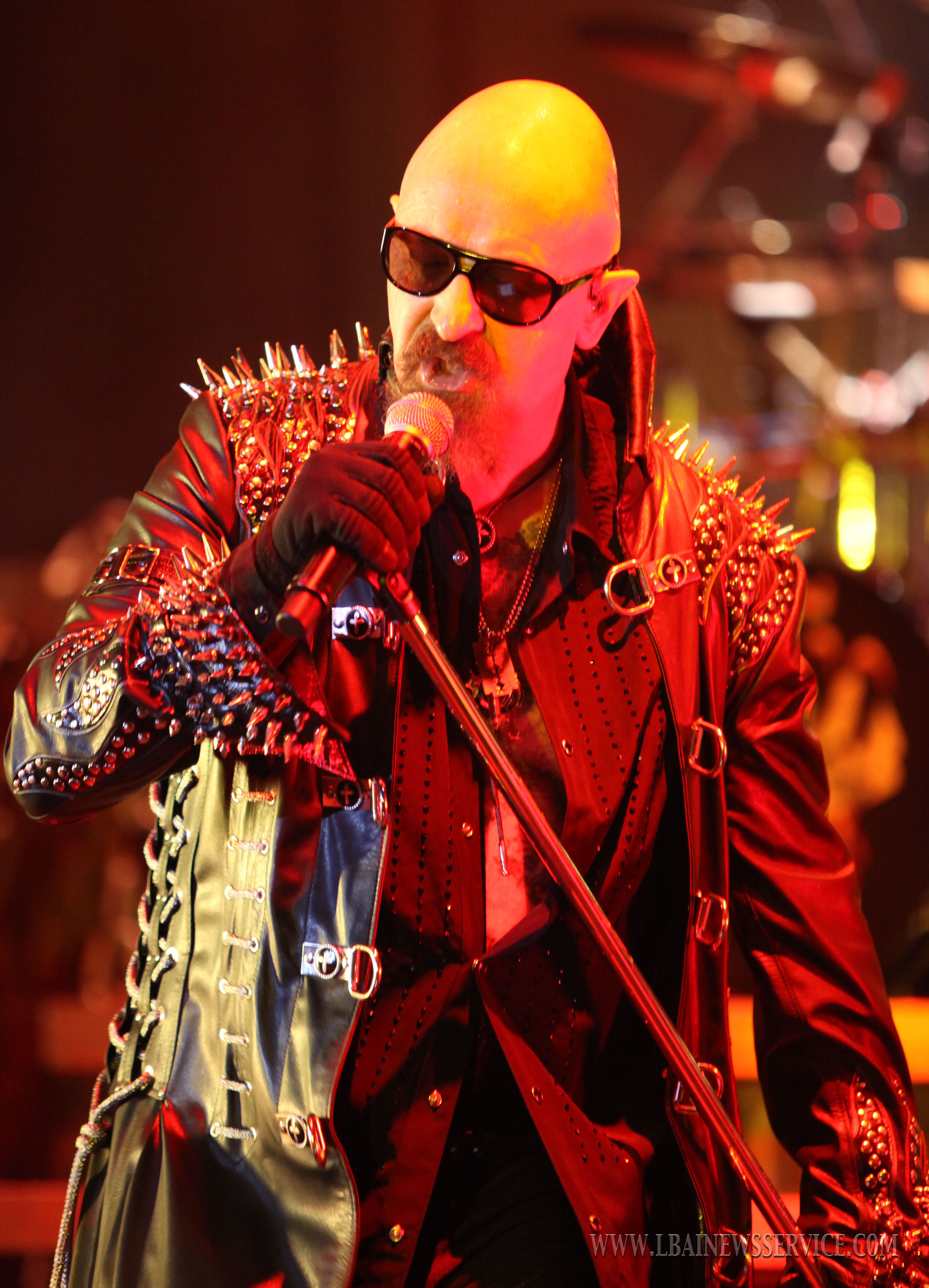
Rob Halford com sua roupa de couro

Para promovê-lo, em janeiro de 1978 foi lançado o single "Better By You, Better Than Me" —original de Spooky Tooth— que possuía uma capa com a banda toda vestida com roupas de couro, marcando a primeira imagem pública com essa nova vestimenta.[carece de fontes?] O precursor desse vestuário foi Rob Halford que, segundo suas próprias palavras; "...necessitávamos de uma nova imagem que identificasse o poder da nossa música. As bandas de heavy metal não podiam usar tutu e tocar essas canções". No início do ano em uma sex-shop londrina chamada Mr. S, Halford começou a comprar artigos de couro e acessórios de metal vinculados ao fetichismo sexual e masoquismo. Logo ele induziu a K.K. Downing que comprasse no mesmo lugar e por esse motivo todos os integrantes da banda adotaram tal imagem. Esta "moda" tornou-se muito influente durante os anos seguintes, tanto para a NWOBHM quanto para o glam metal e os subgêneros do metal extremo.
No segundo semestre de 1978 lançaram quinto álbum, Killing Machine, que teve de ser renomeado para Hell Bent for Leather nos Estados Unidos por ser considerado um título violento.[carece de fontes?] O disco continha canções como "Take On the World" e "Evening Star", que chegaram às posições catorze e cinquenta e três no UK Singles Chart, respectivamente, sendo seus primeiros singles a estrear nas paradas britânicas. A versão norte-americana possuía a música "The Green Manalishi (With the Two Pronged Crown)", cover do Fleetwood Mac e que figura entre suas melhores regravações.
Em outubro deram início à Killing Machine Tour no Reino Unido com o grupo Lea Hart dando suporte. Excursionaram pelos Estados Unidos algumas vezes abrindo shows para seus  compatriotas do UFO e no ano seguinte foram pela segunda vez ao Japão, onde gravaram algumas performances para um eventual álbum ao vivo. Em setembro de 1979 voltaram a tocar em várias cidades estadunidenses junto ao Kiss, para dar em outubro seus próprios shows naquele país. Por fim, durante novembro e dezembro tocaram pela primeira vez na Bélgica, Alemanha e França como artistas convidados do AC/DC.
Em meados de julho de 1979 o baterista Les Binks deixou a banda, entrando em seu lugar o ex-integrante do Trapeze, Dave Holland, que estreou em 1 de setembro do mesmo ano. Contudo, antes de sua partida, Binks participou da gravação do primeiro disco ao vivo do Priest, Unleashed in the East, que chegou ao 10º lugar no Reino Unido, seu primeiro lançamento a entrar no Top 10 inglês. Durante os primeiros meses após sua publicação, a imprensa especulou que o disco havia sido gravado totalmente em estúdio, mas os rumores foram desmentidos pela banda afirmando que a única coisa modificada no processo de masterização foi a voz de Halford, que durante as apresentações na capital japonesa sofria de laringite parcial.[carece de fontes?] Unleashed in the East futuramente atingiria certificado de platina nos Estados Unidos.

### British Steel-Point of Entry(1980-1981)

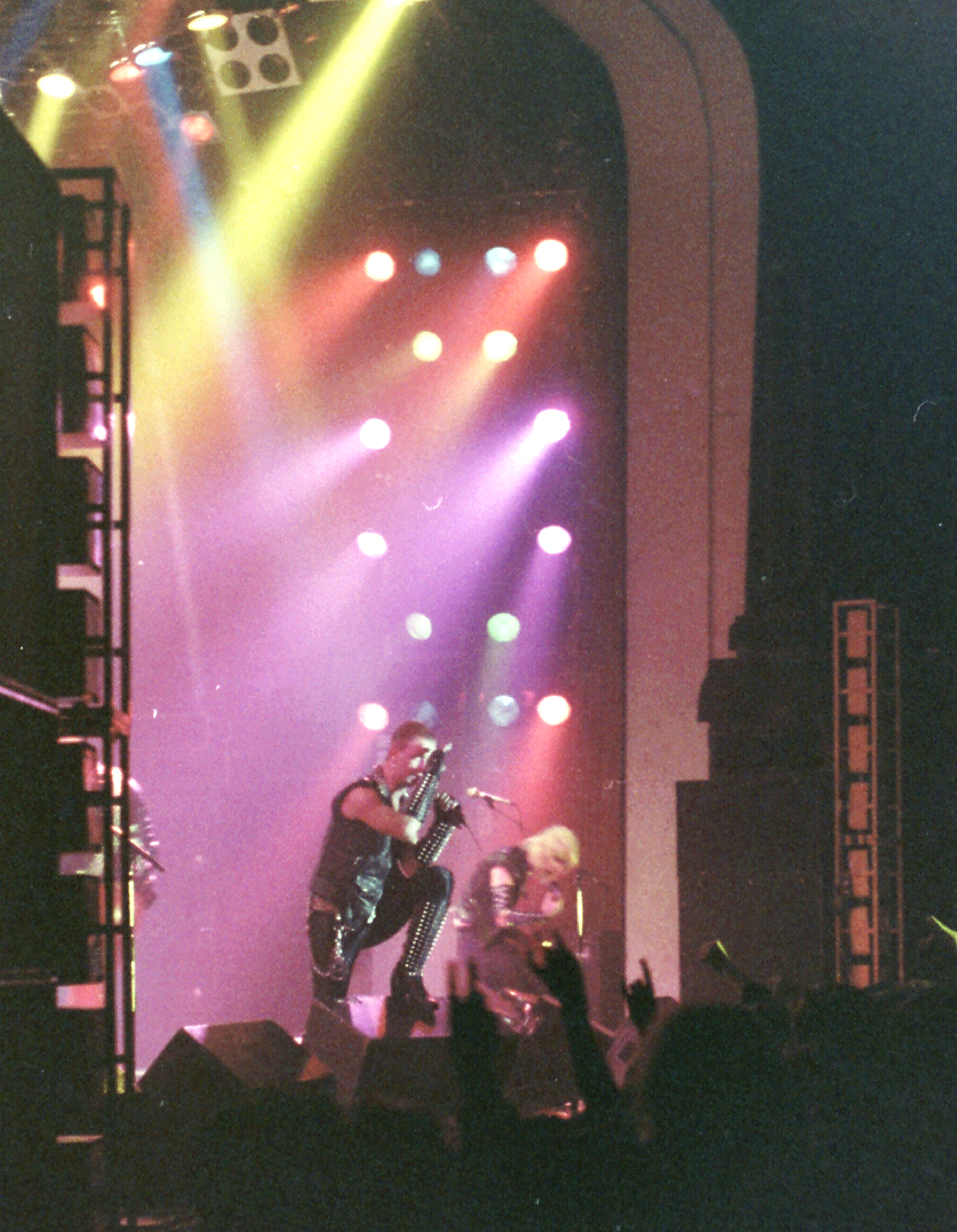
Judas Priest em 1981

Em abril de 1980 publicaram British Steel, considerado um dos discos mais influentes do metal mundial na época, e que consagrou-os no mercado mundial.[carece de fontes?] Em seu lançamento, chegou à quarta posição nas paradas do Reino Unido e em pouco mais de um mês já tinha vendido mais de sessenta mil cópias, tornando-se o disco mais bem sucedido em seu país natal. Deste álbum tornaram-se singles as canções "Living After Midnight" e "Breaking the Law", que ganharam videoclipes e alcançaram a posição doze no UK Singles Chart. "Breaking the Law" viria a tornar-se a canção mais famosa da banda, em razão de seu riff marcante e à exibição do vídeo promocional nos canais de televisão. Também destaca-se a música "Metal Gods", que anos mais tarde serviu de apelido para os integrantes da banda e em  especial para o vocalista Rob Halford.
Para promovê-lo, embarcaram um extensa digressão chamada British Steel Tour, que contou com o Iron Maiden como banda de apoio nos concertos pelo Reino Unido e nos Estados Unidos se apresentaram em algumas ocasiões com Def Leppard e Scorpions. Esta turnê destacou-se por conter poucas canções do álbum, das quais interpretaram  "Steeler" e "You Don't Have to Be Old to Be Wise" principalmente.[carece de fontes?] Em agosto de 1980, fizeram parte do primeiro festival Monsters of Rock celebrado no Donington Park de Derby, junto a Rainbow, April Wine, Scorpions, Saxon, Riot e Touch.
Entre outubro e novembro de 1980 viajaram à Ibiza, na Espanha, para trabalhar em seu sétimo álbum de estúdio, Point of Entry, que foi posto à venda em fevereiro de 1981. Apesar de conter um sonoridade mais hard rock, inicialmente suas vendas igualaram  British Steel.[carece de fontes?] Dele saíram os singles "Don't Go" e "Hot Rockin'" que situaram no Top 60 de seu próprio país, e "Heading Out to the Highway" que chegou à posição dez no Mainstream Rock Tracks dos Estados Unidos, assim tornando-se o primeiro single da banda a chegar nessa lista. Por sua vez, a tour promocional denominada World Wide Blitz Tour lhes permitiram voltar a tocar em várias cidades europeias e norte-americanas, que inclusive contou com a primeira performance do quinteto em Porto Rico, em dezembro.[carece de fontes?]

### Screaming for Vengeance-Defenders of the Faith(1981-1984)
Durante o segundo semestre de 1981 começaram a escrever e gravar novas canções para seu novo disco que originalmente se chamaria Screaming. Todavia, tanto a banda como o produtor Tom Allom não ficaram satisfeitos com tais gravações, de maneira que tiveram que refazer o processo.[carece de fontes?] Finalmente entre janeiro e maio de 1982 completaram a gravação para lançar em julho do mesmo ano o álbum Screaming for Vengeance, consagrando-se como a produção da banda mais vendida no mundo. O disco chegou ao nº11 no Reino Unido e ao nº17 nos Estados Unidos, país onde foi certificado com platina dupla por ter vendido mais de 2 milhões de cópias. Para promovê-lo, publicaram três canções como singles, das quais se destacou "You've Got Another Thing Comin'" que chegou ao 4º lugar no Mainstream Rock Tracks e à posição 67 na Billboard Hot 100, sendo até hoje seu único single a chegar nessa parada musical americana.
Em agosto de 1982 iniciaram a World Vengeance Tour, que levou-os até fevereiro de 1983 a tocar em várias cidades dos Estados Unidos e Canadá. Também e dentro de seus noventa shows, em 23 de maio de 1983 se apresentaram no US Festival durante o dia do heavy metal, onde compartilharam o palco com os grupos Van Halen, Scorpions, Ozzy Osbourne, Triumph, Quiet Riot e Mötley Crüe, ante mais de 350 mil pessoas. Por fim, em dezembro do mesmo ano tocaram em várias localidades britânicas e no Rock and Pop Festival de Dortmund na Alemanha, festival que também contou com Scorpions, Quiet Riot, Ozzy Osbourne, Iron Maiden, Michael Schenker Group e Def Leppard.

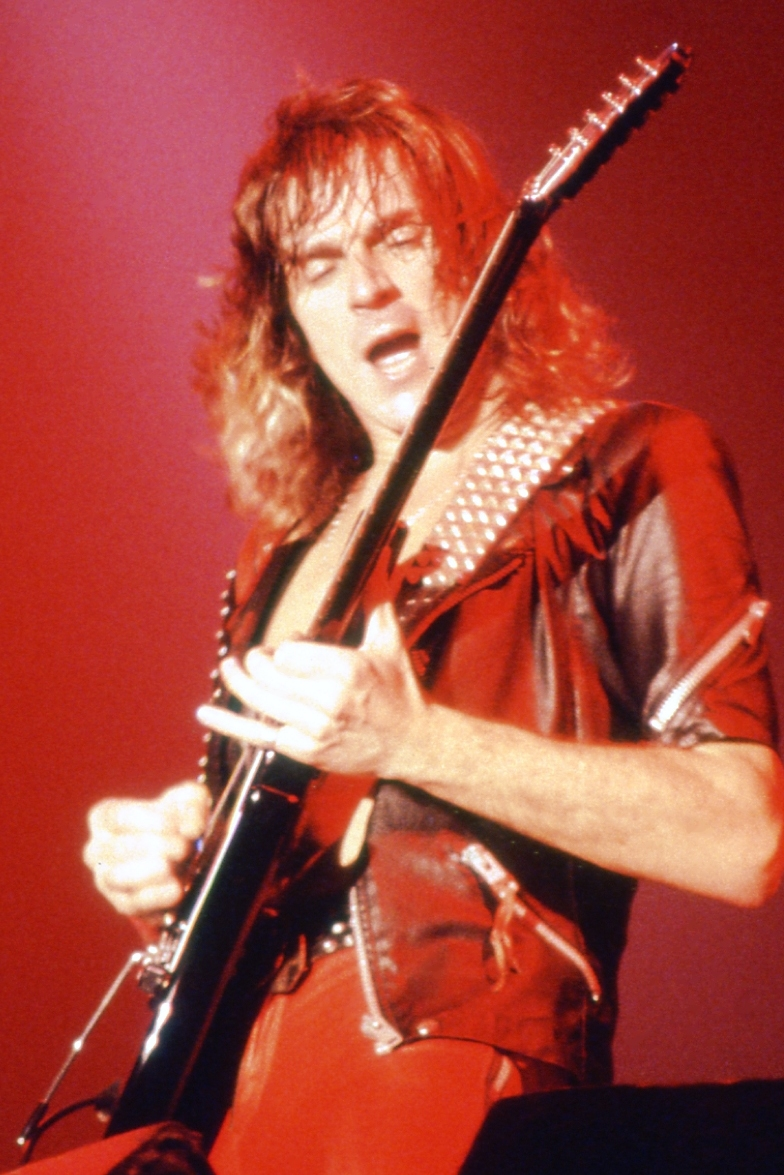
Glenn Tipton em 1984

Apenas alguns dias antes de terminar a World Vengeance Tour, em janeiro de 1984 puseram à venda o Defenders of the Faith que, apesar de não gerar hits de rádio como seus predecessores, foi considerado um de seus discos mais pesados na década de oitenta, com destaque para "Freewheel Burning", "Love Bites" e "Some Heads Are Gonna Roll".Por sua vez, em sua respectiva turnê de concertos chamada Metal Conqueror Tour, interpretaram ao vivo o disco na íntegra com exceção de "Eat Me Alive" e permitiu-os toca pela primeira vez na Espanha com performances em três cidades.

### TurboePriest...Live!(1985-1987)
Com o êxito da turnê promocional de Defenders of the Faith, a banda deu uma pausa nas atividades durante vários meses de 1985, cuja única apresentação ao vivo foi no festival Live Aid celebrado em julho do mesmo ano na Filadélfia, na qual tocaram as canções "The Green Manalishi (With the Two Pronged Crown)", "Living After Midnight" e "You've Got Another Thing Comin'". Nessa mesma época, deram início à gravação de um novo álbum de estúdio que originalmente seria um disco duplo e se chamaria Twin Turbos, mas a gravadora CBS cancelou o projeto devido aos altos custos de sua divulgação. Dessa maneira, escolheram nove das dezenove canções gravadas e publicaram-nas em 14 de abril de 1986 sob o nome Turbo.
O álbum Turbo tratou-se do mais polêmico da banda, que em busca de sonoridades mais atuais havia incorporado instrumentos eletrônicos. Apesar da imensa vendagem (movida pelos excelentes álbuns anteriores) o disco não foi bem aceito por crítica nem público. Turbo incorporava elemento técnico/instrumentais oitentistas à sonoridade do Priest (o mais marcante seria o uso de guitarras sintetizadas), mas soava prejudicado pela temática das letras e pela sonoridade muito comercial, incompatível com a história da banda. O próprio visual da banda durante o período, com roupas, cortes de cabelo, postura e a produção de palco da turnê assemelhava-se ao glam metal de outras bandas da época, saindo de sua imagem original. Sobre o assunto, Rob Halford numa entrevista a Radio MCB dada em 2 de fevereiro de 1991 comentou: "creio que se tivéssemos nos envergonhado com o Turbo não haveríamos publicado-o. De fato, Turbo obteve sucesso na América. Tu sabes que as bandas passam por diferentes períodos, tanto na música quanto na imagem e estou feliz que fomos capazes de fazer isto".
Para promovê-lo lançaram três singles, entre eles "Turbo Lover" que até hoje é a única canção do disco tocada frequentemente ao vivo. Ademais, em 2 de maio começaram a Fuel for Life Tour que levou-os para vários países da Europa e pela América do Norte até dezembro do mesmo ano.
Da tour promocional de Turbo, captaram material ao vivo dos shows em 20 de junho em Atlanta e em 27 do mesmo mês em Dallas para lançá-lo  em seus novo álbum ao vivo, cujo resultado foi o Priest...Live!, posto à venda em 21 de junho de 1987.[carece de fontes?] Seu segundo álbum ao vivo foi lançado também em formato VHS que vendeu muito mais que o disco compacto e que recebeu diversas críticas por parte da imprensa especializada.

### Ram It Down,Painkillere saída de Halford (1987-1991)

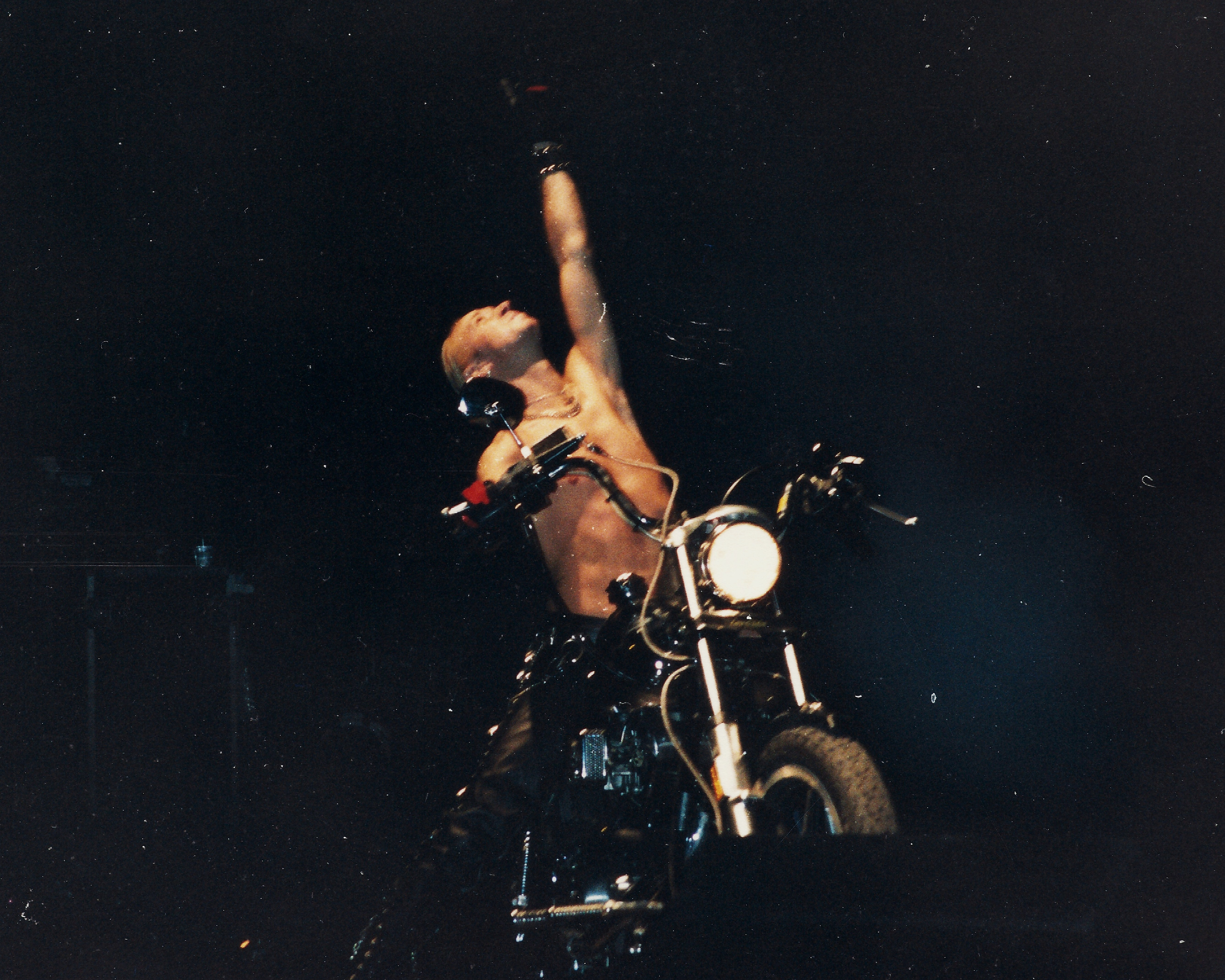
Rob Halford em show de 1988

Em outubro de 1987 foram convidados para gravar uma versão da canção "Johnny B. Goode" do guitarrista e cantor Chuck Berry, para ser o tema principal do filme de mesmo nome. Apesar de recusarem a proposta no início, decidiram gravá-la como uma espécie de homenagem a um dos clássicos do rock and roll. Apenas dois meses depois já foram iniciadas as gravações de seu décimo primeiro álbum intitulado Ram It Down, que contou com quatro músicas escritas para o Twin Turbos, as quais foram retocadas e regravadas.
Publicado em 1988, Ram It Down mostrou um retorno à sonoridade e ao visual característico da banda e, com relativo êxito nos Estados Unidos, receberam disco de ouro por vender mais de quinhentas mil cópias no país americano. Contudo, os esforços da banda para "retornar às origens" não convenceu parte dos fãs e nem a crítica. Até hoje, apesar das veementes negativas da banda, cogita-se que parte das baterias usadas na mixagem final seja eletrônica. A respectiva excursão denominada Mercenaries of Metal Tour possibilitou-os voltar a tocar em seu país natal após quatro anos de ausência nos palcos ingleses, onde voltaram a tocar canções escritas nos anos setenta como "Sinner" e "Beyond the Realms of Death", as quais foram omitidas do repertório da tour Fuel for Life.
Em 1989 o baterista Dave Holland anunciou sua retirada da banda. Para para substituí-lo, ao final do ano houve a entrada de Scott Travis, proveniente do Racer X.[carece de fontes?] Após essa mudança a banda começou a gravar um novo disco de estúdio, que saiu ao mercado em 3 de setembro de 1990 sob o título de Painkiller. O disco recebeu boa críticas da imprensa, elogiando seu retorno ao som agressivo e  característico, e é considerado o disco mais rápido e pesado da discografia da banda até hoje. Vale destaque para as músicas "Night Crawler", "Leather Rebel", "Metal Meltdown" e principalmente a faixa-título "Painkiller", que se tornou um dos maiores hinos da história do metal.
Sua respectiva turnê chamada Painkiller Tour viu o Judas Priest tocar pela primeira vez na Áustria, Portugal, Iugoslávia, Irlanda do Norte e no estado do Alaska. Já em 23 de janeiro de 1991, eles deram seu primeiro show no Brasil no festival Rock in Rio II onde, numa noite memorável, tocaram junto com outros grandes nomes da cena como Megadeth, Queensrÿche e o brasileiro  Sepultura.
Em julho de 1991 começaram a Operation Rock 'N' Roll Tour, somente dois meses após terminarem a tour promocional do Painkiller. Sua última data em 19 de agosto em Toronto foi também o último show com Rob Halford, que em 1992 deixou o grupo devido a diferenças musicais com o mesmo.[carece de fontes?] Sua saída provocou um hiato de mais de quatro anos no Priest, onde cada um dos integrantes trabalhou em um projeto distinto: Halford, por exemplo,  fundou a banda Fight junto à Scott Travis, e Glenn Tipton gravou seu primeiro disco solo chamado Baptizm of Fire.

### The Ripper (1996-2003)

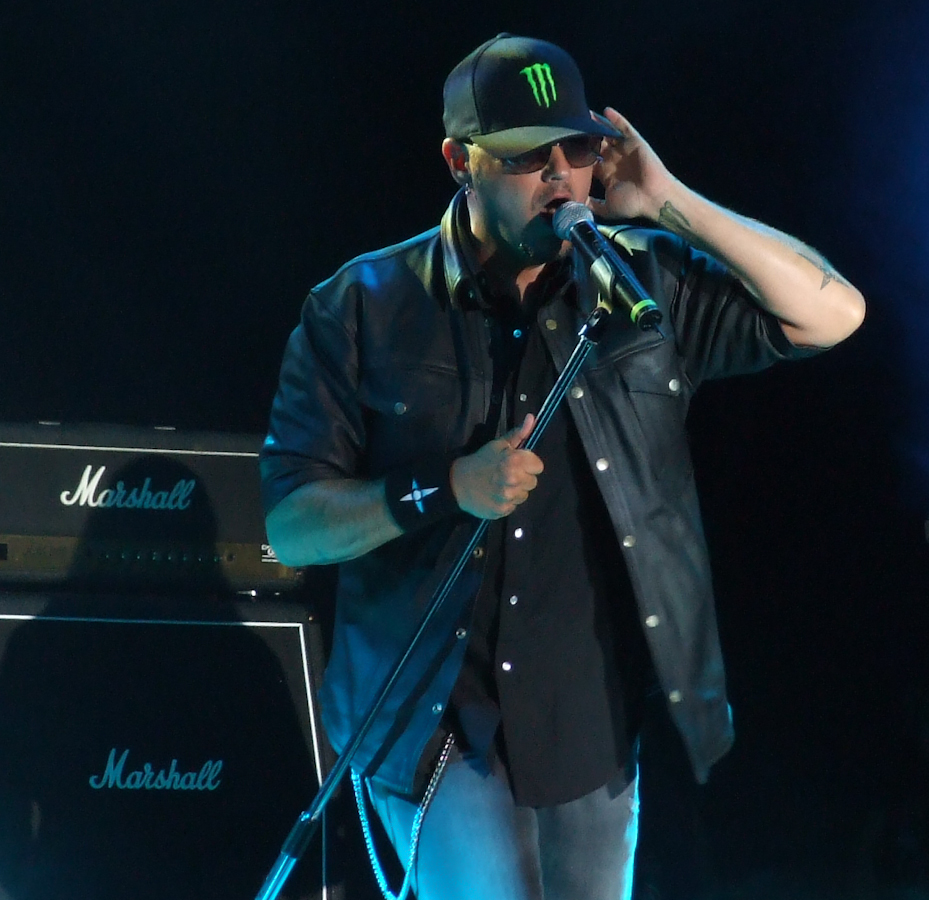
Tim "Ripper" Owens

Downing e Tipton se reuniram para definir o futuro da banda, cuja decisão final foi de continuar, mas com a difícil tarefa de buscar um novo vocalista. Após algumas audições, finalmente encontraram o estadunidense Tim Owens que havia integrado o Winter's Bane e cantava em uma banda tributo ao Judas Priest, chamada British Steel (fato, esse, que inspirou o diretor Stephen Herek a compor e produzir o filme Rock Star). Em 1996 entrou oficialmente na banda e pouco tempo depois recebeu o apelido de "Ripper", tomado da canção de mesmo nome, que foi aceito por seus fãs e inclusive por sua própria mãe.
Gravado com essa formação, sai em outubro de 1997 o álbum Jugulator, que trazia uma banda totalmente diferente de tudo que já havia feito: um álbum muito mais pesado voltado ao thrash metal, com baixa afinação das guitarras e até alguns lampejos guturais. Os cultuados solos da banda, inclusive, deixam de ser tão elaborados como em seu antecessor. De Jugulator saiu o single "Bullet Train", que chegou a ser indicado para o Grammy, e em janeiro de 1998 embarcaram na Jugulator World Tour, com grande êxito na Europa e América do Norte, onde deram seu primeiro concerto no México.
Em setembro de 1998 sai seu terceiro álbum ao vivo nomeado '98 Live Meltdown. O duplo continha músicas antigas e canções recentes, todas adotando a nova sonoridade da banda, com forte influência do thrash metal. Ripper Owens se mostra versátil na interpretação das canções da era-Halford, além de suas próprias músicas - uma de suas contribuições para o Judas Priest mais lembradas é a sua versão para "Diamonds & Rust" (originalmente de Joan Baez) do disco Sin After Sin.
Em julho de 2001 puseram à venda seu décimo quarto disco de estúdio, Demolition. Tido como um de seus álbuns mais polêmicos, Demolition  deu sequência às mudanças iniciadas em Jugulator, incluindo até elementos de metal industrial e nu metal. Recebeu críticas muito variadas desde seu lançamento e acabou se convertendo na produção menos vendida do Judas Priest no mundo, conquanto a turnê promocional tenha rendido consideravelmente. Em 19 de dezembro de 2001 gravaram no Brixton Academy de Londres mais um álbum ao vivo, Live in London, editado em 2003 em formato de disco duplo e DVD.

### A volta de Halford eAngel of Retribution(2003-2005)

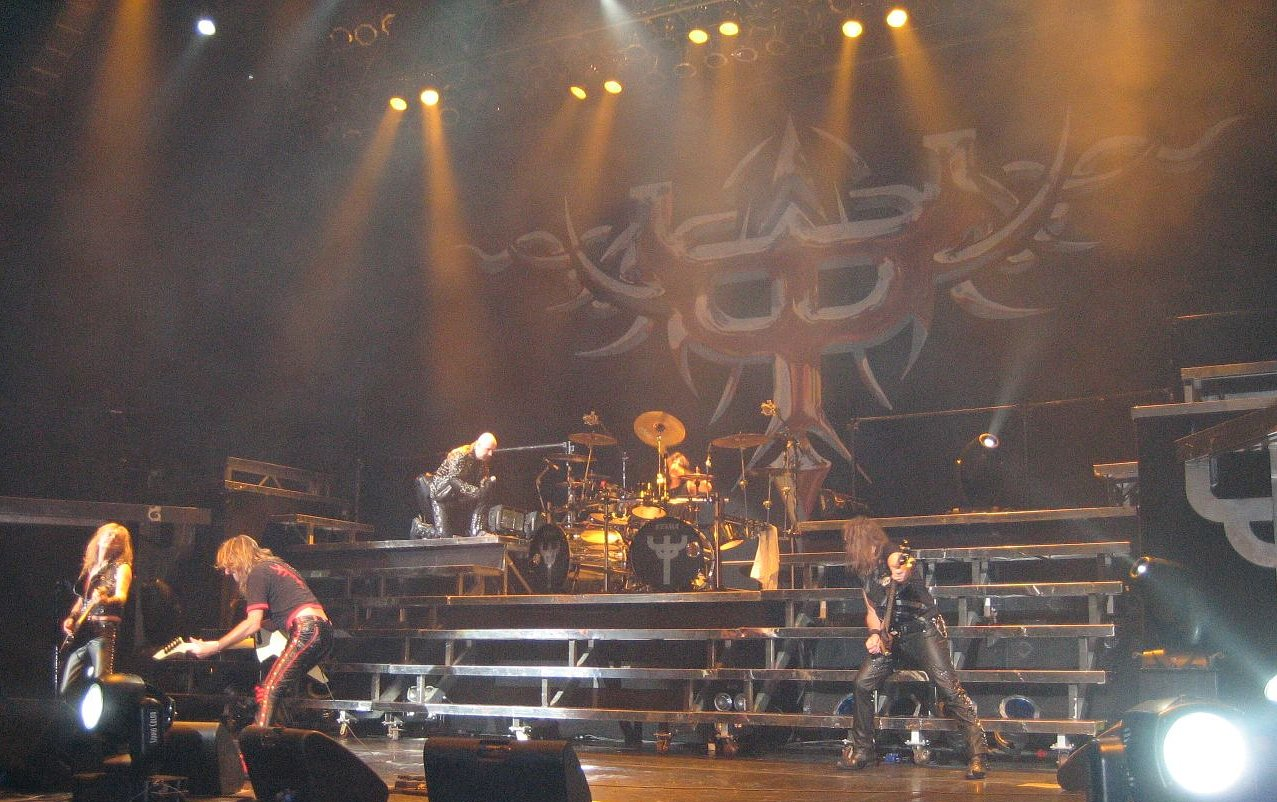
Judas Priest em concerto na Retribution World Tour

Após vários meses de especulação sobre a volta do vocalista Rob Halford ao Judas Priest, a banda confirma seu retorno através de uma carta enviada aos meios de comunicação em julho de 2003, e com isso veio a informação de uma pequena tour para comemorar o regresso. Após ser tudo oficializado, Tim Owens deu algumas declarações na imprensa dizendo estar agradecido pelos anos que passou no Judas, provavelmente os melhores de sua vida. Pouco tempo depois, Owens tornou-se cantor do grupo Iced Earth e de sua própria banda, Beyond Fear.
Em maio de 2004 o selo Columbia publicou a coletânea Metalogy, que era composta de quatro discos que resumiam a carreira da banda desde a estreia em Rocka Rolla até o Demolition, último trabalho com Tim Owens. Em junho do mesmo iniciaram a turnê de reunião chamada Reunited Summer Tour, composta por quinze apresentações por vários países de Europa, incluindo em alguns dos maiores festivais de música como o Gods of Metal da Itália e o  Graspop Metal Meeting da Bélgica. Durante sua passagem na América do Norte, foi um dos líderes no cast do festival Ozzfest entre julho e setembro.
No ano de 2004 também começaram a escrever as primeiras canções de seu álbum de reunião, Angel of Retribution, que saiu à venda em 28 de fevereiro de 2005 na Europa e em 1 de março nos Estados Unidos.[carece de fontes?] O álbum que trazia de volta a sonoridade tradicional do heavy metal à sua música, chegou ao posto 13 na Billboard 200, sua melhor posição na parada americana até então.
Cinco dias após o lançamento oficial de Angel of Retribution na Europa, iniciaram sua a Retribution World Tour, que durante 2005 levou-os a vários países europeus, norte-americanos, latino-americanos, ao Japão, e possibilitou-os tocar pela primeira vez nos países bálticos, Ucrânia, Rússia e Chile.[carece de fontes?] Em 18 de maio em sua performance no Nippon Budokan de Tokio gravaram o DVD Rising in the East, publicado em 8 de novembro do mesmo ano através da Rhino Records e que em poucos meses recebeu certificado de ouro nos Estados Unidos, com mais de cinquenta mil cópias vendidas.

### Nostradamus, a saída de Downing e a Epitaph Tour (2008-2012)
No ano de 2008 e pouco mais de um ano de árduo trabalho em estúdio, publicaram Nostradamus, álbum duplo que também foi seu primeiro álbum conceitual e que relata a história do profeta e alquimista francês Nostradamus. No momento de sua publicação recebeu críticas positivas mas também algumas negativas, devido ao fato de boa parte do disco ser composta por intercalações sinfônicas e atmosféricas. Com relação às paradas musicais, Nostradamus obteve sucesso, especialmente na norte-americana onde alcançou a posição onze. Para promovê-lo, em 3 de junho de 2008 iniciaram a 2008/2009 World Tour que percorreu durante dois anos vários países do mundo e contou com vários grupos famosos como banda de apoio, como Megadeth, Testament e Whitesnake.

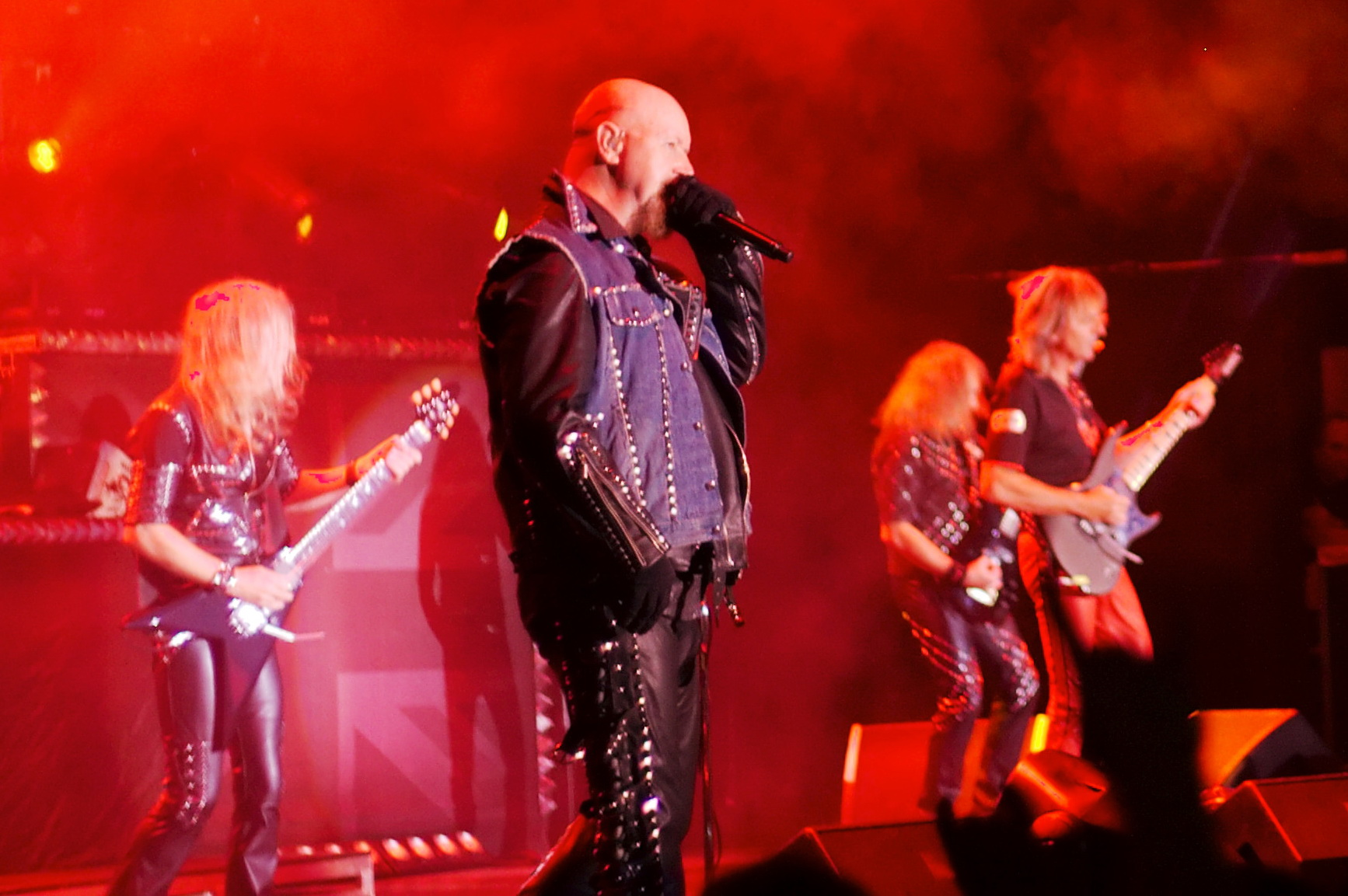
Judas Priest em 2010

Entre junho e agosto de 2009, regressaram à América do Norte com a turnê que comemorava os trinta anos do lançamento de British Steel, tocando ao vivo todas as canções do disco. Também em 2009 lançaram A Touch of Evil: Live, composto por onze músicas  gravadas nas digressões de Angel of Retribution e Nostradamus. A versão ao vivo de "Dissident Aggressor" contida no álbum rendeu o prêmio Grammy no ano seguinte pela melhor performance de metal.
Em 7 de dezembro de 2010 através de sua página oficial anunciaram a Epitaph World Tour, que seria a turnê de despedida e que duraria até 2012. Apesar disso, em 27 de janeiro de 2011, afirmaram que não seria o final da banda e que haviam escrito novas canções para um eventual disco, e que a Epitaph World Tour pretendia ser a última tour mundial. Três meses depois, K.K. Downing anunciou que não participaria dessa turnê  e que estava se desligando do Judas Priest por problemas com o resto da banda.
Com os shows já programados, o grupo inglês contratou Richie Faulkner, então guitarrista de Lauren Harris, para começarem as apresentações a partir do dia 7 de junho de 2011 nos Países Baixos, tocando pela primeira vez na Sérvia, Costa Rica, Venezuela e Singapura. O último show ocorreu em 26 de maio de 2012 no Hammersmith Apollo de Londres, que foi escolhido para a gravação do DVD Epitaph, posto a venda em 2013.

### Redeemer of Souls(2013-2016)
Após meses de rumores sobre um suposto décimo sétimo disco de estúdio, ao fim de 2013 a banda informou através de seu site oficial que o novo álbum apareceria em meados de 2014. Desse modo, em 28 de abril de 2014 o Judas Priest anunciou o título do disco e divulgou a canção "Redeemer of Souls" por streaming em sua página oficial e no dia seguinte transformou-a em single digital. Finalmente em 8 de julho lançaram o disco Redeemer of Souls, com grande êxito nas tabelas musicais do mundo todo, com destaque para o sexto lugar obtido na Billboard 200, tornando-se o primeiro trabalho do grupo a entrar no top 10 da parada americana. Foi elogiado pela crítica profissional, marcando o retorno ao metal tradicional do Judas.
No dia 1º de outubro em Rochester (Nova York) foi iniciada a promoção do disco que perdurará até meados de 2015, passando por várias cidades americanas com Steel Panther como banda de apoio. Os próximos concertos estão marcadas para a Europa, Ásia, América Latina e Oceania. A turnê do álbum Redeemer of Souls levou a banda a gravar seu sexto álbum ao vivo chamado Battle Cry, lançado em 25 de março de 2016. Essa produção ao vivo tinha sido gravada no Wacken Open Air no dia 1º agosto de 2015.

### Firepowere a aposentadoria de Tipton das turnês (2016-atualmente)
Em novembro de 2015, Richie Faulkner alegou que a banda estaria trabalhando em um novo álbum a partir de 2016. Em abril de 2016, o site Loudwire postou uma foto da banda reunida para a produção de novo conteúdo, com Halford confirmando que o álbum estaria encaminhado em 2017. Durante uma entrevista no Rock 'n' Roll Fantasy Camp, Rob Halford demonstrou insatisfação quando perguntado se fariam um álbum nos mesmos moldes que o anterior. Faulkner constatou que a banda começaria as gravações no início de 2017 e que uma turnê só estaria prevista para o ano seguinte.
Enquanto discutia sobre os 30 anos do lançamento do álbum Turbo na Ultimate Classic Rock, Rob hesitou em dizer que a banda estava ''apanhando para criar um novo material''. Em março de 2017, a banda começa as gravações de Firepower com o apoio de Tom Allom, do produtor e guitarrista Andy Sneap e o engenheiro Mike Exeter, o qual havia trabalhado com a banda no álbum anterior. Essa foi a primeira vez que Priest trabalha com Tom após Ram it Down, feito em 1988.
Em entrevista feita ao Planet Rock em abril do mesmo ano, Halford atesta que a banda estava chegando enfim aos momentos finais de produção do novo álbum e estava ansioso pela turnê que fariam no próximo ano. Em post feito por Andy Sneap em junho no Instagram, alegou que as gravações de Firepower estavam concluídas. Em outubro a banda foi indicada junto de outras 18 bandas ao Rock and Roll Hall of Fame, porém a ganhadora foi Bon Jovi. Mais tarde, anunciaram a turnê mundial de seu décimo oitavo álbum de estádio iniciando em 9 de março de 2018, acompanhado das bandas Saxon e Black Star Riders.
Em 12 de fevereiro de 2018, o guitarrista Glenn Tipton anunciou que não poderá mais se apresentar ao vivo com o Judas Priest, devido ao Mal de Parkinson. Seu substituto será Andy Sneap, que já trabalhava na banda como produtor.
Seu 19º disco, ainda sem título ou data de lançamento, foi considerado o 39º álbum de metal mais antecipado de 2022 pela Metal Hammer.

## Controvérsias
Antes do lançamento do álbum Turbo, Rob Halford deu entrada em um hospital de reabilitação em novembro de 1985. Tudo começou por uma grave depressão devido aos anos em que teve que manter em segredo sua sexualidade, além do seu consumo excessivo de drogas e álcool. Ao final de novembro e durante os ensaios do que seria a turnê do Turbo, tomou uma grande quantia de analgésicos com a intenção de se matar. Apesar de ter sobrevivido, foi internado em um hospital para desintoxicar-se e, mais tarde, entrou em um centro de reabilitação. Finalmente em fevereiro de 1986 recebeu alta e começou um extenso trabalho com sua voz, com o intuito de fomentar novamente sua carreira. Em 2001 o produtor Tom Allom comentou sobre o caso: "Rob tinha essa voz incrível que qualquer cantor de metal desejaria ter e está melhor do que nunca desde que parou de beber".
Ainda na segunda metade dos anos 1980, o Judas Priest viu-se envolvido em dois polêmicos casos: um julgamento por suposta influência de mensagens subliminares na tentativa de assassinato de dois jovens; e a perseguição de grupos conservadores de direita - ambos nos Estados Unidos. Em 1985, o Parents Music Resource Center (PMRC), comitê americano que buscava incentivar o controle dos pais sobre o acesso à mídia "violenta", listou 15 canções consideradas perigosas à juventude, entre elas a canção "Eat Me Alive", do álbum Defenders of the Faith. Segundo o comitê (liderado por Susan Baker, esposa do então senador Al Gore), a mesma fazia alusão a sexo oral forçado; entretanto a exposição da mídia ao fato apenas aumentou a popularidade da banda naquele país. O Judas Priest respondeu a acusação no álbum seguinte, Turbo, com a canção "Parental Guindance", lançada em 1986. Em 1989, a banda foi levada a julgamento pelos pais de dois rapazes, Ray Belknap e James Vance, acusados de levá-los à tentativa de suicídio em virtude de uma mensagem ao contrário na faixa "Better by you, better than me", do álbum Stained Class, que supostamente dizia "do it" (faça isso). Ray morreu, e James sobreviveu por três anos, até sucumbir aos efeitos do tiro. O caso aconteceu em 1985, após os jovens terem consumido grandes quantidades de maconha e álcool. Rob Halford chegou a dizer na ocasião que, se houvesse mensagens subliminares em suas músicas, certamente seriam para levar o público a comprar mais discos, não incitá-los a tentativa de suicídio ou qualquer ato violento. Foi levado em consideração no julgamento que a canção era na verdade um cover da banda Spooky Tooth, lançada originalmente em 1969. O caso encerrou com a absolvição da banda, entretanto o julgamento nunca foi esquecido e ainda é motivo para perseguição a grupos de heavy metal, considerados agressivos e destrutivos por segmentos mais conservadores da sociedade americana. Houve uma ampla cobertura do caso pela imprensa e em 1992 foi lançado um documentário sobre o ocorrido, intitulado Dream Deceivers, sob direção de David Van Taylor.
Em 2012, o guitarrista Bill Kelliher (Mastodon) descobriu uma camiseta da marca Gap com uma arte muito semelhante à capa do álbum do Judas Priest Screaming for Vengeance e postou uma foto dela em sua conta no Instagram, repudiando a grife pelo suposto plágio. O caso chegou ao conhecimento da banda e foi investigado, sendo ainda desconhecidas as consequências do ocorrido.
Em 5 de janeiro de 2014, a banda fez uma aparição nos Simpsons, cantando uma versão do hit "Breaking The Law" no episódio Steal This Episode. Em uma das cenas, uma das personagens aponta a banda como um componente do death metal. Alguns fãs da banda se mostraram irritados com o ocorrido e reclamaram junto aos executivos da FOX pelo erro cometido. No episódio seguinte, a produção se desculpou colocando Bart Simpson de castigo na lousa da escola de Springfield escrevendo "Judas Priest is not death metal" (Judas Priest não é death metal).

## Influência e legado
Judas Priest é reconhecido como um dos grupos mais representativos do heavy metal e por sua vez, um dos mais influentes. A MTV os classificou como a segunda banda mais influente da história do gênero, apenas superados por Black Sabbath. De acordo com vários críticos, são tidos como um grupo que definiu o gênero, graças aos álbuns Sad Wings of Destiny —considerado como o disco que reinventou o metal— e Sin After Sin, que introduziu a combinação do bumbo duplo com ritmos rápidos em semicolcheia do baixo e guitarra, inovando dentro da música pesada.
Além disso, são considerados precursores da indumentária do metal, cujo principal responsável foi o vocalista Rob Halford. Esta nova vestimenta baseado no couro e nos adereços metálicos, tomados do masoquismo e do fetichismo sexual, viu-se pela primeira vez na capa do single "Better By You, Better Than Me" (janeiro de 1978) e que foi altamente popularizada durante o lançamento de Hell Bent for Leather. Esta nova forma de vestir recebeu grande atenção no metal posterior desde o New Wave of British Heavy Metal, passando pelo metal extremo, até o glam metal oitentista.
Quanto à sua música, seus primeiros álbuns são citados como influências diretas para  o metal e seus posteriores subgêneros. Na resenha de Sad Wings of Destiny, por exemplo, realizada por Steve Huey do Allmusic, ele mencionou: "levou o heavy metal a novas profundidades de obscuridade e a novos níveis de precisão técnica". Da mesma maneira, Stained Class é tido como uma referência para o thrash metal, speed metal, e inclusive para a NWOBHM. Algumas canções individuais foram igualmente importantes para o desenvolvimento do metal em geral. Um exemplo é "Genocide", de 1976, que de acordo com o escritor Mikal Gilmore é uma das raízes do thrash e uma grande inspiração para as bandas do metal extremo dos anos oitenta. "Call for the Priest"  e "Dissident Aggressor" de 1977 também são citadas como os primeiros passos do speed e do thrash, respectivamente.
Por outro lado, e similar ao que acontece com o Motörhead, existe certa discrepância se realmente são ou não parte da Nova onda do heavy metal britânico. Porém, vários críticos afirmam que foram um dos precursores do movimento, incluindo grupos pioneiros do mesmo como Saxon e Venom, para citar algumas que já os nomearam com uma de suas principais influências. Do mesmo modo, os alemães do Accept consideram o Priest essencial para sua carreira. O seu legado também teve papel fundamental para o futuro thrash metal e o groove metal de  bandas como Overkill, Slayer, Metallica, Megadeth, Anthrax, Annihilator, Kreator e Pantera. O power metal de Helloween, Gamma Ray e Primal Fear também foi inspirado em parte pelo quinteto britânico. A mesma coisa aconteceu com dezenas de grupos de outros subgêneros como o glam, black e death e tiveram influência direta no som de Twisted Sister, Lizzy Borden, Skid Row, Death, Mercyful Fate, King Diamond, Queensrÿche, Opeth e Gorgoroth, entre outros.
Contudo, seu legado não está presente apenas no campo musical, já que suas canções e os próprios músicos têm aparecido em filmes e séries de televisão. Como exemplo, dois capítulos do desenho animado Os Simpsons contém duas de suas músicas: "Breaking the Law" e "Living After Midnight". Mais recentemente, no capítulo Steal this episode da vigésima quinta temporada da série, fazem uma participação com a formação atual, onde Rob Halford interpreta uma versão cômica de "Breaking the Law". Num capítulo da série My Name Is Earl, Earl diz: "Somente me lembro das letras do Judas Priest e das piadas polonesas". Ademais, na série Vaya Semanita, Evaristo, irmão de "El Jonan de Baraka", quando o roubam, diz: "Estes sujeitos são profissionais... como o Judas Priest!", uma clara alusão ao videoclipe de "Breaking the Law".
Por fim, o Judas Priest tem recebido dezenas de prêmios e homenagens ao longo dos anos, tanto para seus álbuns como para o conjunto. Destacam-se a inclusão no Hall da Fama da revista Kerrang! em 2007 e os prêmios Revolver Golden Gods em 2010 e o Golden Gods Icon, ambos concedidos pela revista Metal Hammer. Em 2006, junto a Queen, Kiss e Def Leppard, foram os primeiros artistas a ser induzidos ao VH1 Rock Honors, cerimônia que honra as bandas que exerceram influência no rock.

## Componentes
| - Ian Hill - Baixo (1969-hoje) - Rob Halford - Vocal (1973-1991, 2003-hoje) - Glenn Tipton - Guitarra (1974-hoje) - Scott Travis - Bateria (1989-hoje) - Richie Faulkner - Guitarra (2011-hoje) Músicos de turnê - Andy Sneap – guitarra (2018–hoje) | - K.K. Downing - Guitarra (1969-2011) - Al Atkins - Vocal (1969-1973) - John Ellis - Bateria (1969-1971) - Alan "Skip" Moore - Bateria (1971-1972, 1975-1976) - Chris "Congo" Campbell - Bateria (1972-1973) - John Hinch - Bateria (1973-1975) - Simon Phillips - Bateria (1977) - Les Binks - Bateria (1977-1979) - Dave Holland - Bateria (1979-1989) - Tim "Ripper" Owens - Vocal (1996-2003) |

## Discografia
- 1974 - Rocka Rolla
- 1976 - Sad Wings of Destiny
- 1977 - Sin After Sin
- 1978 - Stained Class
- 1978 - Killing Machine
- 1980 - British Steel
- 1981 - Point of Entry
- 1982 - Screaming for Vengeance
- 1984 - Defenders of the Faith
- 1986 - Turbo
- 1988 - Ram It Down
- 1990 - Painkiller
- 1997 - Jugulator
- 2001 - Demolition
- 2005 - Angel of Retribution
- 2008 - Nostradamus
- 2014 - Redeemer of Souls
- 2018 - Firepower
- 2024 - Invincible Shield

## Turnês
| - Judas Priest Tour 1969 - The Return of the Priest Tour 1970–1971 (Primeiro show da turnê com Black Sabbath) - Whiskey Woman Tour 1972 - Never Turn Your Back on a Friend Tour 1973 (Primeira Tour com Rob Halford, Judas Priest é o show de abertura de Budgie) - Gull Records Tour 1974 (Primeira Tour com Glenn Tipton, Judas Priest é o show de abertura de Budgie novamente) - Rocka Rolla Tour 1974 - Sad Wings of Destiny Tour 1975–1976 - Sin After Sin Tour 1977 - Stained Class Tour 1978 - Hell Bent for Leather Tour 1978–1979 - British Steel Tour 1980 - World Wide Blitz Tour 1981 - World Vengeance Tour 1982–1983 | - Metal Conqueror Tour 1984 - Live Aid 1985 - Fuel for Life Tour 1986 - Mercenaries of Metal Tour 1988 - Painkiller Tour 1990 - Operation Rock 'N' Roll Tour 1991 - Jugulator World Tour 1998 - Demolition World Tour 2001–2002 - Reunited Summer Tour 2004 - Ozzfest Tour 2004 - Retribution World Tour 2004–2005 - 2008/2009 World Tour 2008–2009 - Epitaph World Tour 2011–2012 - Redeemer of Souls Tour 2014-2015 |